# جیمز آندرسون
جیمز آندرسون (انگلیسی: James Anderson؛ زادهٔ ۳ نوامبر ۱۹۸۰) بازیگر اهل بریتانیا است.
از فیلم‌ها یا مجموعه‌های تلویزیونی که وی در آن‌ها نقش داشته‌است، می‌توان به پوآرو و شهر هالبی اشاره نمود.